# Dizhen (köping i Kina, Henan)
Dizhen (kinesiska: 翟镇, 翟镇镇) är en köping i Kina. Den ligger i provinsen Henan, i den centrala delen av landet, omkring 89 kilometer väster om provinshuvudstaden Zhengzhou. Antalet invånare är 38 301. Befolkningen består av 18 691 kvinnor och 19 610 män. Barn under 15 år utgör 18,0 %, vuxna 15-64 år 72 %, och äldre över 65 år 9,0 %.
Genomsnittlig årsnederbörd är 666 millimeter. Den regnigaste månaden är juli, med i genomsnitt 134 mm nederbörd, och den torraste är december, med 7 mm nederbörd.